# 一反木綿 (鬼太郎)
一反木綿（一反木綿（いったんもめん））是日本漫畫家水木茂創作的漫畫「ゲゲゲの鬼太郎」（早期標題：「墓場の鬼太郎」）主角鬼太郎身邊的妖怪。

## 配音員
- 动画
  - 富田耕生（第一作）
  - 山田俊司（第二作）
  - 八奈見乘兒（第三、第五作）
  - 龍田直樹（第四作）
  - 山口勝平（第六作）
- 游戏
  - 緒方賢一（ゲゲゲの鬼太郎 異聞妖怪奇譚）
- 电影版

- - 柳澤慎吾（ゲゲゲの鬼太郎）
  - 李世揚（台）張錦江（港）

## 概要
外型為白色、狹長倒三角型、細眼的棉布妖怪，具飛行能力。在作品中多擔任替鬼太郎載乘到遠方目的地的角色。
在漫畫中初次登場是在1966的「妖怪大戰爭」中，當時與西洋魔女在空中對決，最後不幸被魔女的毒針命中而死，但在後續的作品又沒事般地復活登場。
一反木棉的眼睛造型為無瞳孔的眼珠，不過作者水木茂曾在1967的作品「妖怪獸」中替他點上了瞳孔。而他的眼睛若放大來看是有如昆蟲複眼般的構造。
討厭剪刀、火這一類的東西，还有湿掉的话会飞不起来，喜歡的食物是巧克力。

## 能力
飛行
在鬼太郎一行人中為少數能夠飛翔的角色，雖身體輕薄但能同時運送多名乘員在天空裡。
纏繞對手
靠細長的身驅來捲曲、緊勒對方。
再生能力
即使被裁切成好幾塊碎片、只要切下的碎片沾到水再接觸後仍可慢慢聚合回復。

## 動畫版本
第一作
出場次數不多(僅5回)，對白也少。在第21、22集「妖怪獸」裡也有在他的眼睛裡畫上瞳孔。
另外在第10集「世界妖怪賽車」被鼠男以巧克力作為代價收買、而擔任中場攝影的角色。
第二作
和第一作一樣登場次數不多，不過有加強作為「鬼太郎的空中載具」場面描寫。
第三作
增加說話會帶著九州腔的設定，性格上有些膽小、滑稽。
另外在第51集「世界妖怪賽車」被鼠男以「介紹女性朋友」作為代價收買、而擔任中場攝影的角色。
第四作
個性上增加討厭蒼蠅的屬性，說話同樣會帶者九州腔。曾替自己老是擔任運送鬼太郎的角色這件事而發牢騷，
第9集中也有向漂亮的女吸血鬼夢露（モンロー）獻殷勤的少見行為。
第五作
為「妖怪四十七士」中鹿兒島縣的代表，有感嘆上了年紀而帶起老花眼鏡的場面。有提到自己害怕烘干机。经常被说成是毛巾，但木棉布经常强调自己是木绵布不是毛巾而是木棉布。

## 電影版本
由搞笑藝人柳澤慎吾配音演出，在電影第二部「千年咒歌」裡、眼睛在暗處中有像照明燈般發光的能力。